# Каламкарян, Рубен Амаякович
Рубен Амаякович Каламкарян (род. 1947) — учёный-юрист-международник, лауреат премии имени Ф. Ф. Мартенса (2007).

## Биография
Родился 8 октября 1947 года в Харькове.
В 1971 году — окончил Университет дружбы народов имени Патриса Лумумбы, затем продолжил обучение там же в аспирантуре (1971—1974).
В 1975 году — защитил кандидатскую диссертацию, тема: «Международно-правовые формы сотрудничества СССР с молодыми суверенными государствами Азии, Африки и Латинской Америки в политической области» (научный руководитель — профессор Г. В. Шармазанашвили).
В 1991 году — защитил докторскую диссертацию, тема: «Принцип добросовестности в современном международном праве».
Ведущий научный сотрудник сектора международно-правовых исследований Института государства и права РАН. Профессор кафедры международного права Российского университета дружбы народов (РУДН). Член Советской ассоциации международного права (САМП) с 1974 года.
Автор более 300 работ.

## Публикации
- «Международно-правовое значение односторонних юридических актов государств.» М., 1984
- «Юридические послесловия правомерного поведения государств.» М., 1987
- «Фактор времени в праве международных договоров.» М., 1989
- «Принцип добросовестности в современном международном праве.» М., 1991
- «Поведение государств в международном суде ООН: Международно-правовые проблемы судебно-арбитражного производства.» М., 1999
- «Эстоппель в международном публичном праве.» М., 2001
- «Господство права (Rule of Law) в международных отношениях.» М., 2004
- «Философия международного права.» М., 2006
- «Кодификация международного права и современный миропорядок» (2008 г.)
- «Международный суд в миропорядке на основе господства права» (2012)

Учебные пособия
- Международное уголовное право / Отв. ред. В. Н. Кудрявцев. М., 1995 (2-е изд. — 1999) (раздел 1, гл. I §1,4; раздел 2, гл. I, § 2, 8, 9; раздел 3, гл. I, II, III) (2-е изд. перераб. и доп. — 1999)
- Международное право: Учебник / Отв. ред. Е. Т. Усенко, Г. Г. Шинкарецкая. М., 2003 (в соавт.)
- Каламкарян Р. А., Мигачев Ю. И. Международное право: Учебник. М., 2004 (5-е изд. — 2013)
- Каламкарян Р. А., Мигачев Ю. И. Международное право: Курс лекций. М., 2006

## Награды
- Серебряная медаль ВДНХ (1998)
- Премия имени Ф. Ф. Мартенса (2007) — за монографию «Философия международного права»

## Критика
По сведениям Диссернета, при его участии защищены 4 диссертации, в которых выявлены некорректные заимствования (3 научный руководитель, 1 оппонент). 